# پرنسس اوروک
پرنسس اوروک (انگلیسی: Princess O'Rourke) فیلمی در ژانر کمدی رمانتیک به کارگردانی نورمن کراسنا است که در سال ۱۹۴۳ منتشر شد.

## بازیگران
- اولیویا دی هاویلند
- رابرت کامینگز
- چارلز کوبرن
- جک کارسون
- جین وایمن
- گلادیس کوپر
- کورت بویس
- فرانک پولیا
- هری دونپورت
- مینور واتسون
- روت فورد
- ورا لوئیس
- چستر کلوت
- هری سی. بردلی